# Hockey su ghiaccio ai XXIV Giochi olimpici invernali
Le gare di hockey su ghiaccio dei XXIV Giochi olimpici invernali si sono disputate in due impianti a Pechino: lo Stadio coperto nazionale di Pechino, che può ospitare 18.000 spettatori, e il Wukesong Indoor Stadium, con 10.000 posti a sedere. Entrambe le strutture erano state realizzate per le olimpiadi estive di Pechino 2008.
Dodici squadre si sono sfidate nel torneo maschile, mentre per la prima volta il torneo femminile è stato a 10 squadre, invece delle consuete otto.

## Calendario
| RR | Girone | P | Play-off | QF | Quarti di finale | SF | Semifinali | B | Finale per il bronzo | F | Finale per l'oro |

| Febbraio 2022    | 3  | 4  | 5  | 6  | 7  | 8  | 9  | 10 | 11 | 12 | 13 | 14 | 15 | 16 | 17 | 18 | 19 | 20 |
| ---------------- | -- | -- | -- | -- | -- | -- | -- | -- | -- | -- | -- | -- | -- | -- | -- | -- | -- | -- |
| Torneo maschile  |    |    |    |    |    |    | RR | RR | RR | RR | RR |    | P  | QF |    | SF | B  | F  |
| Torneo femminile | RR | RR | RR | RR | RR | RR |    |    | QF | QF |    | SF |    | B  | F  |    |    |    |

## Qualificazioni

### Torneo maschile
Al torneo maschile si sono qualificate di diritto le prime otto squadre del ranking IIHF del 2019, le altre tre sono uscite dai tre tornei di qualificazione, a loro volta preceduti da tre turni di prequalificazione. Tutte queste si aggiungono alla Cina, qualificata d'ufficio in quanto organizzatrice del torneo.

### Torneo femminile
Al torneo femminile si sono qualificate di diritto le prime sei squadre del ranking IIHF del 2020, le altre tre sono uscite dai tre tornei di qualificazione, a loro volta preceduti da un turno di prequalificazione (originariamente sarebbero dovuti essere due turni, ma il primo è stato cancellato a causa della pandemia di COVID-19. Tutte queste si aggiungono alla Cina, qualificata d'ufficio in quanto organizzatrice del torneo.

## Squadre

### Torneo maschile
| Evento                        | Date                           | Luogo               | Posti | Qualificate                                                            |
| ----------------------------- | ------------------------------ | ------------------- | ----- | ---------------------------------------------------------------------- |
| Paese ospitante               | 17 maggio 2018                 | Copenaghen          | 1     | Cina                                                                   |
| Classifica mondiale IIHF 2019 | 31 marzo 2016 – 26 maggio 2019 | Bratislava e Košice | 8     | Canada Russia Finlandia Svezia Rep. Ceca Stati Uniti Germania Svizzera |
| Qualificazione - Gruppo D     | 26-29 agosto 2021              | Bratislava          | 1     | Slovacchia                                                             |
| Qualificazione - Gruppo E     | 26-29 agosto 2021              | Riga                | 1     | Lettonia                                                               |
| Qualificazione - Gruppo F     | 26-29 agosto 2021              | Oslo                | 1     | Danimarca                                                              |
| Totale                        |                                |                     | 12    |                                                                        |

### Torneo femminile
| Evento                        | Date                              | Luogo           | Posti | Qualificate                                        |
| ----------------------------- | --------------------------------- | --------------- | ----- | -------------------------------------------------- |
| Paese ospitante               | 17 maggio 2018                    | Copenaghen      | 1     | Cina                                               |
| Classifica mondiale IIHF 2020 | 12 dicembre 2016 – 10 aprile 2020 | Halifax e Truro | 6     | Stati Uniti Canada Finlandia ROC Svizzera Giappone |
| Qualificazione - Gruppo C     | 11–14 novembre 2021               | Příbram         | 1     | Rep. Ceca                                          |
| Qualificazione - Gruppo D     | 11–14 novembre 2021               | Füssen          | 1     | Danimarca                                          |
| Qualificazione - Gruppo E     | 11–14 novembre 2021               | Luleå           | 1     | Svezia                                             |
| Totale                        |                                   |                 | 10    |                                                    |

## Podi
| Evento                      | Oro | Argento | Bronzo |
| Torneo maschile (dettagli)  | Finlandia Miro Aaltonen Marko Anttila Hannes Björninen Valtteri Filppula Niklas Friman Markus Granlund Teemu Hartikainen Juuso Hietanen Valtteri Kemiläinen Leo Komarov Mikko Lehtonen Petteri Lindbohm Saku Mäenalanen Sakari Manninen Joonas Nättinen Atte Ohtamaa Niko Ojamäki Juho Olkinuora Iiro Pakarinen Harri Pesonen Ville Pokka Toni Rajala Harri Säteri Frans Tuohimaa Sami Vatanen | ROC Sergei Andronov Timur Bilyalov Andrei Chibisov Ivan Fedotov Stanislav Galiev Mikhail Grigorenko Arseni Gritsyuk Nikita Gusev Pavel Karnaukhov Artur Kayumov Artyom Minulin Nikita Nesterov Alexander Nikishin Sergej Plotnikov Alexander Samonov Kirill Semyonov Damir Sharipzyanov Vadim Šipačëv Anton Slepyshev Sergei Telegin Vladimir Tkachyov Dmitri Voronkov Slava Voynov Egor Jakovlev Alexander Yelesin | Slovacchia Branislav Konrád Patrik Rybár Matej Tomek Michal Čajkovský Peter Čerešňák Marek Ďaloga Martin Gernát Mario Grman Samuel Kňažko Martin Marinčin Šimon Nemec Peter Cehlárik Marko Daňo Adrián Holešinský Marek Hrivík Libor Hudáček Tomáš Jurčo Miloš Kelemen Michal Krištof Kristián Pospíšil Pavol Regenda Miloš Roman Juraj Slafkovský Samuel Takáč Peter Zuzin |
| Torneo femminile (dettagli) | Canada Erin Ambrose Ashton Bell Kristen Campbell Emily Clark Mélodie Daoust Ann-Renée Desbiens Renata Fast Sarah Fillier Brianne Jenner Rebecca Johnston Jocelyne Larocque Emma Maltais Emerance Maschmeyer Sarah Nurse Marie-Philip Poulin Jamie Lee Rattray Jill Saulnier Ella Shelton Natalie Spooner Laura Stacey Claire Thompson Blayre Turnbull Micah Zandee-Hart                        | Stati Uniti Cayla Barnes Megan Bozek Hannah Brandt Dani Cameranesi Alexandra Carpenter Alex Cavallini Jesse Compher Kendall Coyne Schofield Brianna Decker Jincy Dunne Savannah Harmon Caroline Harvey Nicole Hensley Megan Keller Amanda Kessel Hilary Knight Abbey Murphy Kelly Pannek Maddie Rooney Abby Roque Hayley Scamurra Lee Stecklein Grace Zumwinkle                                                     | Finlandia Sanni Hakala Jenni Hiirikoski Elisa Holopainen Sini Karjalainen Michelle Karvinen Anni Keisala Nelli Laitinen Julia Liikala Eveliina Mäkinen Petra Nieminen Tanja Niskanen Jenniina Nylund Meeri Räisänen Sanni Rantala Ronja Savolainen Sofianna Sundelin Susanna Tapani Noora Tulus Minttu Tuominen Viivi Vainikka Sanni Vanhanen Emilia Vesa Ella Viitasuo     |

## Medagliere
| Pos.   | Paese       | Oro | Argento | Bronzo | Totale |
| ------ | ----------- | --- | ------- | ------ | ------ |
| 1      | Finlandia   | 1   | 0       | 1      | 2      |
| 2      | Canada      | 1   | 0       | 0      | 1      |
| 3      | ROC         | 0   | 1       | 0      | 1      |
| 3      | Stati Uniti | 0   | 1       | 0      | 1      |
| 5      | Slovacchia  | 0   | 0       | 1      | 1      |
| Totale | Totale      | 2   | 2       | 2      | 6      |